# Skammen
Skammen (bra: Vergonha; prt: A Vergonha) é um filme de 1968 em preto e branco, escrito e dirigido por Ingmar Bergman e estrelado por Liv Ullmann e Max von Sydow.

## Sinopse
Jan e Evan Rosenberg são dois músicos que vão viver em uma ilha para fugir da guerra civil que assola seu país. Tudo corre bem, até a chegada dos soldados. O casal é detido pela acusação de colaborar com as forças rebeldes, e a "vergonha" se instala, cortejada por incêndios de napalm, execuções sumárias e torturas. A unidade militar que tem a missão de defender a ilha é dirigida por um velho amigo do casal, o coronel Jacobi, mas isto piora a situação.

## Elenco
- Liv Ullmann - Eva Rosenberg
- Max von Sydow - Jan Rosenberg
- Sigge Fürst - Filip
- Gunnar Björnstrand - coronel Jacobi
- Birgitta Valberg - sra. Jacobi
- Hans Alfredson - Lobelius
- Ingvar Kjellson - Oswald
- Frank Sundström - chefe do interrogatório
- Ulf Johansson - médico
- Vilgot Sjöman - entrevistador
- Bengt Eklund - guarda
- Gösta Prüzelius - vigário
- Willy Peters - oficial
- Barbro Hiort af Ornäs - mulher no barco
- Agda Helin - esposa do comerciante

## Produção
Rodado na locação da pequena ilha de Fårö, ao norte da ilha de Gotland, na costa suleste da Suécia. Seu orçamento é estimado em 2.800.000 coroas suecas.